# Ute
Los ute, uta o yutas son una tribu india norteamericana cuyo idioma pertenece a la familia lingüística uto-azteca; son un grupo númico meridional, cuyo nombre proviene de entaw o yuta, “protectores de las montañas”. Ellos, sin embargo, se hacían llamar nocht, “hombres”. Se dividían en siete bandas: muache, yampa, uncompahgre, capote, tabemache, winimuche y uintah.

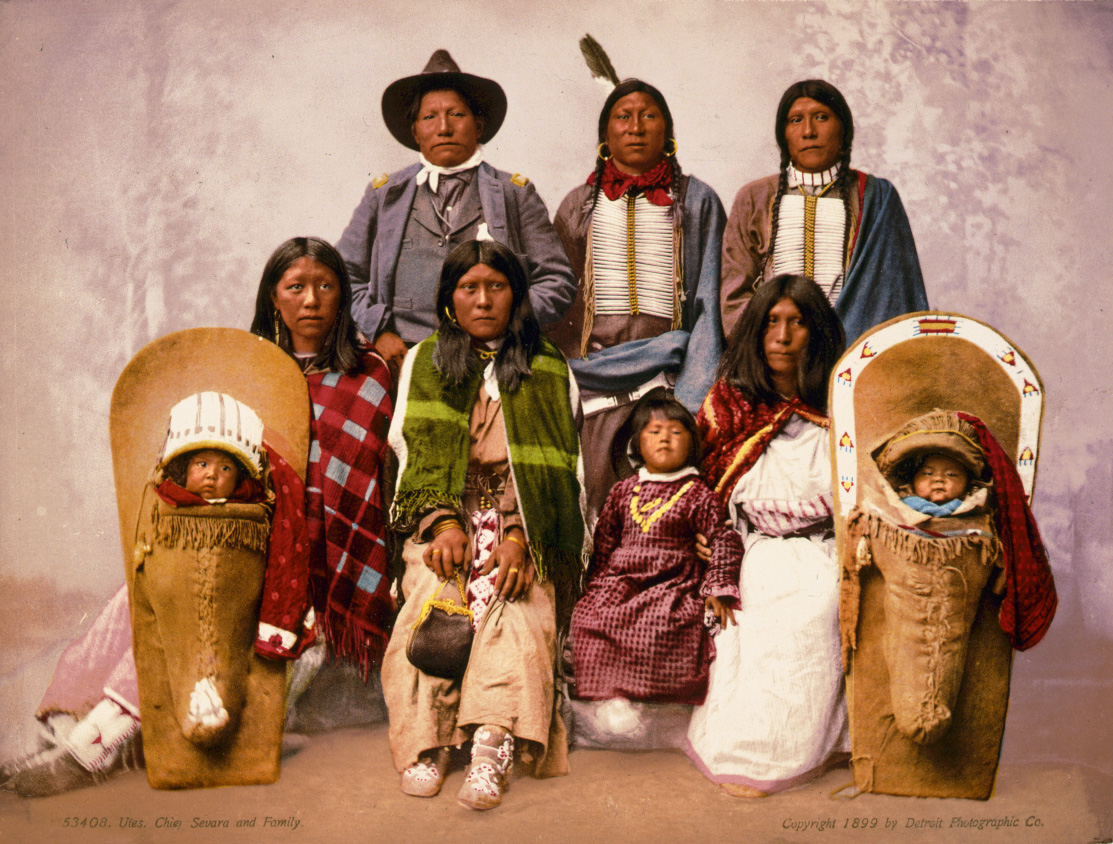
Jefe de Utes Severo y familia en 1899

## Historia y Localización
Vivían en Colorado Occidental y en Utah Oriental. Actualmente viven en las reservas Uintah & Ouray (Utah), de 1 060 000 acres, y Ute Mountain (winimuche) y South Ute, de 310 000 acres, en Colorado.
El pueblo ute proviene de la subdivisión sureña de la rama de habla numérica de la familia lingüística uto-azteca, que se encuentra casi en su totalidad en el oeste de los Estados Unidos y México. El nombre de la familia de lenguas se creó para mostrar que incluye tanto la cadena de dialectos del idioma numérico (Uto) del río Colorado que se extiende desde el sureste de California, a lo largo del río Colorado hasta Colorado y las lenguas nahuanas (aztecas) de México.
Se cree que este grupo Numic se originó cerca de la frontera actual de Nevada y California, y luego se extendió hacia el norte y el este. Alrededor del año 1000, había cazadores y recolectores en la Gran Cuenca de la etnia uto-azteca que se cree que fueron los ancestros de las tribus indígenas de la Gran Cuenca, incluidos los pueblos Ute, Shoshone, Hopi, Paiute y Chemehuevi. Algunos etnólogos postulan que los hablantes numéricos del sur, los ute y los paiute del sur, abandonaron primero la patria numérica, en función de los cambios de idioma, y que los subgrupos central y occidental se extendieron hacia el este y el norte, algún tiempo después. Shoshone, Gosiute y Comanche son Numic Central, y Northern Paiute y Bannock son Numic Occidental. Las tribus de habla numérica del sur —los ute, los shoshone, los paiute del sur y los chemehuevi— comparten muchas características culturales, genéticas y lingüísticas.

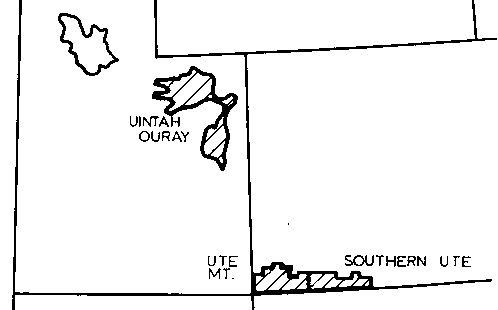
Territorio Ute actual.

### Tierras ancestrales y cultura
Había Utes ancestrales en el suroeste de Colorado y el sureste de Utah en 1 300, que vivían un estilo de vida de cazadores-recolectores. Los ute ocuparon gran parte del actual estado de Colorado en el siglo XVII. Los comanches del norte se unieron a ellos en el este de Colorado a principios del siglo XVIII. En el siglo XIX, Arapaho y Cheyenne invadieron hacia el sur en el este de Colorado.
Los Utes llegaron a habitar una gran área que incluía la mayor parte de Utah, el oeste y el centro de Colorado, y el sur hasta la cuenca del río San Juan en Nuevo México. Algunas bandas de Ute permanecieron cerca de sus dominios de origen, mientras que otras se alejaron más según la temporada. Los terrenos de caza se extendieron más hacia Utah y Colorado, así como hacia Wyoming, Oklahoma, Texas y Nuevo México. Los campamentos de invierno se establecieron a lo largo de los ríos cerca de las ciudades actuales de Provo y Fort Duchesne en Utah y Pueblo, Fort Collins, Colorado Springs de Colorado.

### Cultura guerrera
Después de que los Utes adquirieran caballos, comenzaron a atacar a otras tribus nativas americanas. Mientras que sus parientes cercanos, los comanches, se mudaron de las montañas y se convirtieron en indios de las llanuras al igual que otros, incluidos los cheyenne, los arapaho, los kiowa y los apaches de las llanuras, los ute permanecieron cerca de su tierra ancestral. Los ute del sur y del este también asaltaron a los nativos americanos en Nuevo México, los paiute del sur y los shoshones del oeste, capturando mujeres y niños y vendiéndolos como esclavos a cambio de bienes españoles. Lucharon con los indios de las llanuras, incluidos los comanches, que anteriormente habían sido aliados. El nombre "Comanche" proviene de la palabra Ute para ellos, kɨmantsi, que significa enemigo. Los pawnee, osage y navajo también se convirtieron en enemigos de los indios de las llanuras alrededor de 1840. Algunas bandas de Ute lucharon contra los españoles y los Pueblos con los Jicarilla Apache y los Comanches. Los Ute eran a veces amistosos pero a veces hostiles a los navajos.
Los Utes eran hábiles guerreros que se especializaban en el combate a caballo. La guerra con las tribus vecinas se libraba principalmente por ganar prestigio, robar caballos y vengarse. Los hombres se organizaban en partidas de guerra compuestas por guerreros, curanderos y un jefe de guerra que dirigía la partida. Para prepararse para la batalla, los guerreros ute a menudo ayunaban, participaban en ceremonias de cabañas de sudor y se pintaban la cara y los caballos para obtener significados simbólicos especiales. Los Utes eran maestros jinetes y podían ejecutar audaces maniobras a caballo durante la batalla. La mayoría de los indios de las llanuras tenían sociedades guerreras, pero los ute generalmente no las tenían: los ute del sur desarrollaron tales sociedades tarde y pronto las perdieron en la vida de la reserva. Los guerreros eran exclusivamente hombres, pero las mujeres a menudo iban detrás de las partidas de guerra para ayudar a recoger el botín y cantar canciones. Las mujeres también realizaron la Danza Lame para simbolizar tener que tirar o llevar cargas pesadas de botín después de una redada. Los Utes usaban una variedad de armas, incluidos arcos, lanzas y escudos de piel de búfalo, así como rifles, escopetas y pistolas que se obtenían mediante incursiones o comercio.

## Demografía
- En 1881 eran unos 3391, pero bajaron a 2101 en 1909.
- En 1960 eran 1550 en Utah y 958 en Colorado (un total de 2508 indios).
- En 1970 unos 1700 vivían en La Plata (Colorado) y 2660 en Utah.
- Según Asher, en 1980 eran unos 5000, de los cuales 2500 aún hablaban su lengua.
- En 1990 eran unos 3130 en Uintah & Ouray (Utah) y 2400 en las reservas de Colorado.
- Según datos de la BIA de 1995, en la Agencia Uintah & Ouray había 95 (105 en el rol tribal) en Skull Valley, Arizona, y 3205 (3158 en el rol tribal) en la reserva de Uintah & Ouray (Utah). En la de Southern Ute (Colorado) hay 1411 (1305 en el rol tribal) y en la de Ute Mountain (Colorado) 1325 habitantes.

Según el censo de 2000, había 10 385 utes en los EE. UU.

## Costumbres
Vivían de la caza y de la recolección de frutos y raíces. Su régimen político era democrático bajo un caudillo hereditario, y con muy poco ceremonial.
Sus artes originarias eran sencillas, pero adquirían mantas y cestería a los navajo y paiute,  borregos, caballos y vacas a los mexicanos y a otras tribus.

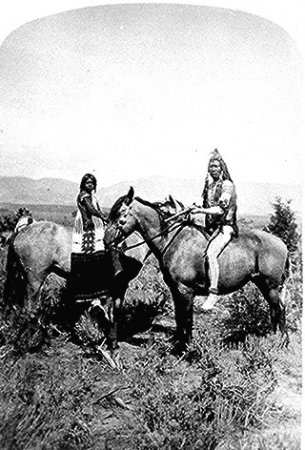
Guerrero ute a caballo, 1878.

Vivían en barracas de ramas o en pequeños tipis de piel de ante. En las relaciones familiares el marido tenía más importancia que en las otras tribus de la llanura. Se dividían en dos grupos, los del este, que vivían en el desierto y explotaban los bosques, como los paiutes, y los del oeste, que vivían como los indios de las llanuras.
Eran agricultores y cazadores nómadas. Empleaban caballos, vestían pieles de ciervo y antílope, y conservaban la danza solar y otras costumbres de las llanuras.

## Historia
Acostumbraban a vivir en paz con los shoshone, bannock y paiute, y tenían una especie de protectorado sobre los jicarilla, pero guerreaban contra los navajo y las otras tribus de la llanura.
Adquirieron caballos hacia 1650, gracias al español Oñate (1597-1610), quien los introdujo en la zona. Y parece ser que formaron una confederación unida bajo el jefe Taiwi en tiempos históricos.
En 1700 ya eran una molestia para los españoles, y más tarde una inquietud para los colonos norteamericanos. En 1776 los visitaron Francisco Atanasio Rodríguez y Silvestre Díaz de Escalante, franciscanos de Monterrey, que buscaban la ruta de Santa Fe y California, y los describieron viviendo en pequeñas familias, sin caballos, recolectores y similares a los paiute del sur.
De hecho, los ute del este consiguieron caballos en el siglo XVIII, y los del oeste los robaron a los mormones desde 1850.

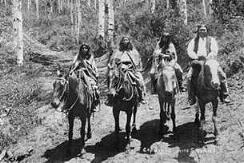
Indios ute en 1878.

El 30 de diciembre de 1849 firmaron el primer pacto con el gobierno, y el 3 de octubre de 1861 fue creada la reserva de Uintah Valley, a la cual fue trasladada la banda Tabeguache el 7 de octubre de 1863. Aun así, los jefes Wakara, Rtintic y Black Hawk se enfrentaron a los blancos y robaron caballos y ganado entre 1853 y 1860. 
En 1840-50 los guerreros ute mataron a Old Bill Williams, guía de Frémont.
En 1863 firmaron el Tratado de Conejos, por el cual Ouray (1834-1880) y nueve caudillos más cedieron todo el estado de Colorado a los EE. UU. a cambio de provisiones por 10 000 dólares anuales. En 1868, los jefes Ouray, Nicaagat y ocho más, con Kit Carson, marcharon a Washington porque se acordó su internamiento en reservas. Los portavoces, el uncompahgre Ouray, el yampa Quinquent y el muache Colorado, consiguieron un trato más favorable. Y el 2 de marzo de 1868 se creó una reserva para los capote, tabeguache, winimuche, yampa, green river, muche, uintah y otros.
Pero el 13 de septiembre de 1873 intentaron negociar que Ouray cediese una cuarta parte de la reserva; aceptó por 25 000 dólares anuales a cambio de 2 millones de hectáreas y un sueldo anual para él, durante diez años de 1000 dólares. En 1875 intentaron censarlos sin éxito.
Durante la primavera de 1878 el agente Nathan Meeker trasladó la Agencia e intentó “convertir” a los ute con ayuda de Quinquent, pero no lo consiguieron e iniciaron una campaña de prensa en 1879 para conseguir que se fueran de sus tierras: les acusaron de incendios y de diversas provocaciones.
El 25 de septiembre de 1879 enviaron al mayor Thomas Thornburg con 200 soldados, quien se enfrentó a 300 ute en Milk River, donde murieron 37 ute, 13 soldados (entre ellos Meeker y Thornburg) y 43 heridos. Finalmente, en octubre Quinquent fue encarcelado por estupro, y en 1881 fueron llevados a una reserva en el estado de Utah, unos 540 kilómetros al sur.

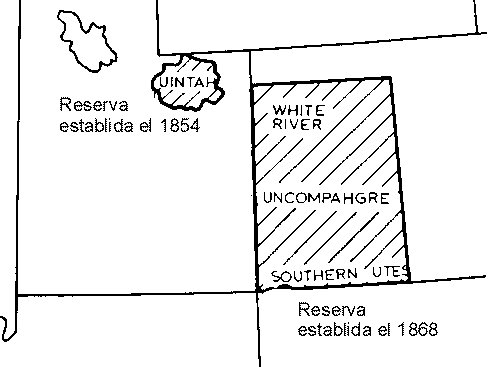
Territorio ute en 1868.

En 1882 fue oficializada la reserva Ute, pero en 1888 podía volver al dominio público. En 1897 se creó la reserva Uncompaghre, con 12 540 acres parcelados, mientras que en abril de 1899 unos 523 879 acres de los ute fueron abiertos a los indios, y los 483 750 restantes se dejaron en la reserva Winimuche. El verano de 1906 unos 400 ute meridionales abandonaron la reserva y fueron hacia Pine Ridge, cerca de South Fork. Pero fueron sitiados por la caballería y tuvieron que ir a Fort Mead (Dakota del Sur), donde esperaron órdenes del Departamento Indio de Washington, quien en 1908 les obligó a volver.
En 1915 volvieron a producirse escaramuzas por la llegad del ferrocarril. En 1923 los norteamericanos envenenaron el caudillo ute Posey con harina porque reclamaba tierras arrebatadas.
En 1950 recibieron 31 650 000 dólares en concepto de tierras tomadas ilegalmente. 
Desde 1970 lucharon por los derechos de agua contra la Utah Mining Co., la cual en 1980 les ofreció 15 centavos de dólar por tonelada de carbón (si bien la compañía lo vendía a 70 dólares la tonelada).

## Mitología
Los ute desarrollaron también su propio sistema de creencias y leyendas acerca del mundo y otros asuntos.